# Агент Паранойи
«Агент Паранойи» (яп. 妄想代理人 Мо:со: Дайринин, международное название — «Paranoia Agent») — японский мистический аниме-сериал режиссёра Сатоси Кона в жанре психологического триллера, выпущенный компанией Madhouse.

## Сюжет
Сюжет завязан на серии нападений и убийств, учинённых в Токио несовершеннолетним преступником по кличке «Сёнэн Батто» (яп. 少年バット досл. «мальчик с бейсбольной битой»). Первой его жертвой становится молодая дизайнер Цукико Саги, которая до этого была выругана своим начальником за отсутствие новых концепций.
В сериале поднимается ряд общественных и личностных проблем: от сплетен до онлайн игр.
1. Парень с битой уже здесь
2. Золотые ботинки
3. Двойная губа
4. Путь мужчины
5. Священный воин
6. Страх наносит удар
7. Мегагерц
8. Блестящий семейный план
9. И так далее…
10. Феномен Мароми
11. Вход воспрещен
12. Человек-радар
13. Последняя серия

## Персонажи
Цукико Саги (яп. 鷺 月子 Саги Цукико) — дизайнер. Придумала плюшевую собачку по имени Мароми, которая сразу стала чрезвычайно популярной. Цукико — первая жертва Сёнэн Батто.
Сэйю: Мамико Ното
Сёнэн Батто (яп. 少年バット Сёнэн Батто, «Мальчик с битой») — загадочный преступник. Ухмыляющийся мальчишка в бейсбольной кепке на золотистых роликовых коньках. Нападает на людей с помощью погнутой металлической бейсбольной биты золотистого цвета.
Сэйю: Дайсукэ Сакагути
Следователь Кэйити Икари (яп. 猪狩慶一 Икари Кэйити) — следователь полиции Токио, вместе с напарником занимающийся расследованием дела. Он очень старомоден, и ему об этом напоминает его молодой коллега Мицухиро Манива.
Сэйю: Сёдзо Иидзука
Следователь Мицухиро Манива (яп. 馬庭 光弘 Манива Мицухиро) — молодой следователь, напарник Кэйити Икари, свободный от стереотипов.
Сэйю: Тосихико Сэки
Мароми (яп. マロミ Мароми) — плюшевая собачка, созданная Цукико Саги. В 10-й серии появляется как персонаж мультсериала Мароми Мадороми (с яп. — «Мягкая Мароми», или дословно «Сонная Мароми»). На самом деле Мароми являлась реальной собакой, которую сбила машина.
Сэйю: Харуки Момои

## Музыка
- Опенинг — «Dream Island Obsessional Park» — Сусуму Хирасава
- Эндинг — «White Hill — Maromi’s Theme» — Сусуму Хирасава

Помимо этого, в аниме звучит и другая музыка этого же композитора.